# 감비아의 코로나19 범유행
다음은 감비아의 코로나19 범유행 현황에 대한 설명이다.

## 감비아의 의학
감비아에서 가장 큰 병원은 에드워드 프랜시스 스몰 티칭 병원(EFSTH)으로 수도 반줄의 3차 레퍼런스 병원이다. 2012년에는 3개의 다른 3차 병원, 38개의 보건소, 492개의 1차 보건소가 있는 것으로 보고되었다. 그 나라의 주요 사망 원인은 말라리아와 결핵이다. 이 나라에는 감비아 대학과 미국 국제 대학 서아프리카에 두 개의 의과대학이 있으며, 이전에는 영국의 의학 연구 위원회가 운영했으며 현재는 런던 위생 열대의학 대학원이 운영하고 있는 MRC 유닛 감비아도 있다. 정치 보건 리더십은 현재 전 EFSTH 최고 의료 책임자인 아흐마두 라민 사마테 보건 사회 복지부 장관이 제공한다.

## 연혁
감비아는 3월 17일 영국에서 돌아온 20세 여성으로부터 첫 번째 코로나바이러스 감염 사례를 보고하였다.
3월 18일, 영국에서 도착한 승객들은 반줄의 한 호텔에서 격리되었다. 그 중 14명이 격리구역에서 탈출했다.

## 같이 보기
- 아프리카의 코로나19 범유행
- 나라별 코로나19 범유행